# ジョナサン・レヴィン
ジョナサン・A・レヴィン（Jonathan A. Levine、1976年6月18日 - ）は、アメリカ合衆国の映画監督、脚本家。

## 来歴
ニューヨーク出身。ブラウン大学を卒業後、ポール・シュレイダーのアシスタントを務めた。2002年にはロサンゼルスに移り、AFIコンサバトリに入学。AFIの卒業制作として撮った『Shards』は、アメリカン・ブラック映画祭の最優秀短編作品賞やブルックリン映画祭の最優秀撮影賞を受賞した。2006年に『マンディ・レイン 血まみれ金髪女子高生』で長編デビュー。続く『The Wackness』はサンダンス映画祭観客賞を受賞した。
2011年にはウィル・ライザー脚本の『50/50 フィフティ・フィフティ』が公開された。また、同年にはアイザック・マリオンのゾンビを題材にした小説『ウォーム・ボディーズ ゾンビRの物語』を原作とした作品の撮影が行われ、2013年に『ウォーム・ボディーズ』として公開された。

## フィルモグラフィ
- Shards（2004年） - 監督・脚本
- Love Bytes（2005年） - 監督・脚本
- マンディ・レイン 血まみれ金髪女子高生 All the Boys Love Mandy Lane（2006年） - 監督
- The Wackness（2008年） - 監督・脚本
- 50/50 フィフティ・フィフティ 50/50（2011年） - 監督
- ウォーム・ボディーズ Warm Bodies（2013年） - 監督・脚色
- ナイト・ビフォア 俺たちのメリーハングオーバー The Night Before（2015年） - 監督・脚本
- クレイジー・バカンス ツイてない女たちの南国旅行 Snatched（2017年） - 監督
- ロング・ショット 僕と彼女のありえない恋 Long Shot (2019年) - 監督